# Klein Gladebrügge
Klein Gladebrügge – miejscowość i gmina w Niemczech w kraju związkowym Szlezwik-Holsztyn, w powiecie Segeberg, wchodzi w skład urzędu Trave-Land.